# Lolium hybridum
Lolium hybridum är en gräsart som beskrevs av Heinrich Carl Haussknecht. Lolium hybridum ingår i släktet repen, och familjen gräs. Inga underarter finns listade i Catalogue of Life.

## Bildgalleri

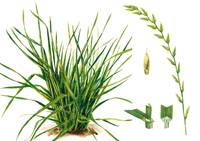